# Montevideo, Bog te video! (televizijska serija)
Montevideo, Bog te video! srbijanska je povijesno-humoristična televizijska serija iz 2012. godine, redatelja Dragana Bjelogrlića, po scenariju Srđana Dragojevića i Ranka Božića. Serija je temeljena prema istoimenoj knjizi sportskog novinara Vladimira Stankovića a govori o velikom uspjehu Kraljevine Jugoslavije na Svjetskom prvenstvu u nogometu u Urugvaju 1930.

## Radnja
1930. Bliži se prvo Svjetsko prvenstvo u nogometu u urugvajskom Montevideu te je Jugoslavija dobila FIFI-nu pozivnicu za sudjelovanje. Serija prati sastavljanje reprezentacije i privatne živote pojedinih nogometaša.

## Glumačka postava

### Glavne uloge
- Miloš Biković kao Aleksandar Tirnanić "Tirke"

Momak iz beogradskog naselja Čubura koji je prisiljen birati između obrtničkog posla i nogometa, koji i na kraju uzima. Ima talenta za nogomet te se dolaskom u BSK lako sprijateljuje sa suigračima. Živi s majkom, a od oca, koji je poginuo u Prvom svjetskom ratu, ima samo vojno odlikovanje koje uvijek nosi sa sobom.
- Petar Strugar kao Blagoje Moša Marjanović

Jedini profesionalni nogometaš u to vrijeme. Tirketov suigrač u BSK-u. Vozi Fordov Model T s kojim izlazi u beogradske kafiće. Vatren je, agresivan, ali dobroćudan.
- Viktor Savić kao Milutin Ivković Milutinac

Igra u SK Jugoslavija, koja je veliki suparnik BSK-u. Studira medicinu i ushićen je komunističkim idejama. Postat će kapetan jugoslavenske reprezentacije. Dobar, pravedan i bez mana je. 
- Predrag Vasić kao Mali Stanoje

Tirketov prijatelj s Čubure. Siroče je i zarađuje kao čistač cipela. Vjeran je Tirketov prijatelj i pripovjedač u seriji. Šepa na jednu nogu.
- Nebojša Ilić kao Boško Simonović Dunster

Arhitekt, ljubitelj golubova, bivši nogometni sudac i golman. On je vidio Tirketov nogometni talent. Postat će izbornik, zbog čega će ga javnost ispijavati nazivom "Boža Dunst(amater)"
- Danina Jeftić kao Rosa

Dolazi na Čuburu kako bi joj tetak i tetka našli prikladnog muža. Lijepa, ali pomalo naivna. Zaljubljena je u Tirketa.
- Milutin Karadžić kao Rajko

Vlasnik Kavane u Čuburi. Stranstveni navijač BSK-a. Zajedno je s Tirketovim ocem bio u ratu zbog čega Tirketa smatra sinom. Nema djece i živi sa suprugom Đurđom (Anita Mašić), koja uvijek ima suprotno mišljenje od Rajkovog, i Đurđinom nećakinjom Rosom.
- Branimir Brstina kao Bogdan

Brijač i Rajkov susjed koji navija za SK Jugoslaviju, zbog čega su njih dvoje uvijek u sukobu, a to uvijek izpada zabavnim.  Radi sa šegrtom Stanislavom, koji je nesiguran u sebe.

### Sporedne uloge
- Nina Janković kao Valerija Kovač

Ekscentrična slikarica. Voli Mošu. Često odlazi u kasina gdje, zahvaljujući muškarcima dobiva inspiraciju za svoja djela.
- Tamara Dragićević kao Eli Pops

Milutinčeva zaručnica. Dolazi iz bogate bankarske obitelji. Nije nogometni fanatik, ali popušta kako bi zadovoljila Milutincu.
- Mihaela Stamenković kao Dana

Vlasnica javne kuće zbog čega je Čubura ne voli (osim brijača Bogdana, Tirketa i Malog Stanoje). Primila je Stanoju kako bi se brnula za malog invalida, Tirketova je prijateljica, a Bogdan bi se oženio njoj.
- Vojin Ćetković kao Mihajlo Andrejević

Po zanimanju doktor, predsjednik Nogometnog saveza Jugoslavije i najveći zagovornik odlaska u Montevideo.
- Nikola Đuričko kao Milan Živković

Predsjednik BSK-a. Najviše plaća Mošu (100 dinara po postignutom golu).
- Darko Tomović kao Danilo Stojanović

Osnovao BSK, ali je zbog sukoba izašao iz njega i osnovao SK Jugoslaviju, čiji je i predsjednik. Stalno je u sukobu sa Živkovićem.

## Gostujuće uloge
Dva su Hrvata gostovali u seriji:
- Miroslav Ćiro Blažević kao bivši izbornik Ante Pandaković koji je došao u Beograd kako bi pogledao derbi između BSK-a i Jugoslavije i pronašao nogometaše koji će otići u Montevideo. U sceni kada se upoznaje s Boškom koji mu govori da ga u Beogradu ismijavaju, Ćiro mu odgovori da njega u Zagrebu zovu gay.[1]
- Hrvoje Kečkeš kao Josip Ribolli, predsjednik Nogometnog saveza Jugoslavije za Hrvatsku. U Beograd je došao kako bi dogovorio koliko će Hrvata ići u Montevideo.

## Zanimljivosti
- Serija je napravljena prema istoimenom filmu, ali traje duže.
- Serija ima 3 sezone, samo je ovo naziv prve. Ostale imaju nazive Na putu za Montevideo i Montevideo, vidimo se!

## Vanjske poveznice
- Montevideo Službena stranica  Arhivirana inačica izvorne stranice od 19. travnja 2014. (Wayback Machine)
- Montevideo, Bog te video! u internetskoj bazi filmova IMDb-a